# Região Geográfica Intermediária de Caicó
A Região Geográfica Intermediária de Caicó é uma das três regiões intermediárias do estado brasileiro do Rio Grande do Norte e uma das 134 regiões intermediárias do Brasil, criadas pelo Instituto Brasileiro de Geografia e Estatística (IBGE) em 2017. É composta por 24 municípios, distribuídos em duas regiões geográficas imediatas.
Sua população total estimada pelo Instituto Brasileiro de Geografia e Estatística (IBGE) para 1º de julho de 2018 é de 297 188 habitantes, distribuídos em uma área total de 9 371,252 km².
Caicó é o município mais populoso da região intermediária, com 67 554 habitantes, de acordo com estimativas de 2018 do Instituto Brasileiro de Geografia e Estatística (IBGE).

## Regiões geográficas imediatas
| Região geográfica imediata                  | Municípios | População Estimativa 2018 | Área (km²) |
| ------------------------------------------- | --- | ------------------------- | ---------- |
| Região Geográfica Imediata de Caicó         | Caicó Cruzeta Equador Ipueira Jardim de Piranhas Jardim do Seridó Jucurutu Ouro Branco Parelhas Santana do Seridó São Fernando São João do Sabugi São José do Seridó Serra Negra do Norte Timbaúba dos Batistas | 182 947                   | 6 057,566  |
| Região Geográfica Imediata de Currais Novos | Acari Bodó Carnaúba dos Dantas Cerro Corá Currais Novos Florânia Lagoa Nova São Vicente Tenente Laurentino Cruz                                                                                                 | 114 241                   | 3 313,686  |
| Total                                       | 24 | 297 188                   | 9 371,252  |